# Gouverneurswahlen in den Vereinigten Staaten 1995

In Kentucky (blau) stellte die Demokratische Partei weiterhin den Gouverneur, in Mississippi (rot) weiterhin die Republikanische Partei. In Louisiana (dunkelrot) gab es einen Machtwechsel zu den Republikanern.

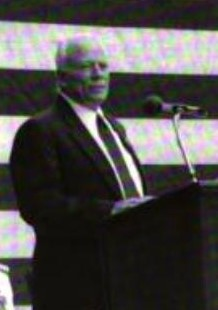
Mississippis Gouverneur Kirk Fordice wurde im Amt bestätigt.

Die Gouverneurswahlen in den Vereinigten Staaten 1995 fanden am 7. November 1995 statt. Gewählt wurde in den Bundesstaaten Kentucky, Louisiana und Mississippi. Dabei gab es in Louisiana und Mississippi republikanische Siege, in Kentucky blieb das Amt in der Hand der Demokratischen Partei.

## Louisiana
In Louisiana war die Nachfolge des nicht mehr kandidierenden Demokraten Edwin Edwards völlig offen. Zur Jungle Primary, der gemeinsamen Vorwahl aller Parteien, traten gleich mehrere namhafte Kandidaten an. Der republikanische Ex-Gouverneur David C. Treen hatte eine Kandidatur erwogen, verzichtete darauf aber ebenso wie der demokratische Kongressabgeordnete William J. Jefferson. Bei den Demokraten verblieben als Kandidaten somit der Kongressabgeordnete Cleo Fields, Finanzministerin Mary Landrieu, Vizegouverneurin Melinda Schwegmann und Robert Adley, Abgeordneter im Repräsentantenhaus von Louisiana. In dieses war auch Mike Foster als Demokrat gewählt worden; unmittelbar vor der Primary wechselte er aber zu den Republikanern. Für diese strebte auch der ehemalige Gouverneur Buddy Roemer ins Amt an. Hinzu kamen neun weitere Kandidaten ohne wirkliche Erfolgsaussicht.
Aus der Vorwahl ging der Neu-Republikaner Foster mit 26,1 Prozent der Stimmen als Sieger hervor; dahinter ging es im Rennen um Platz zwei knapp zu. Mit einem Anteil von 19 Prozent lag Cleo Fields vor Mary Landrieu (18,4) und Buddy Roemer (17,8). Chancenlos waren Melinda Schwegmann (4,8) und Robert Adley (1,8), die noch hinter dem als Demokraten kandidierenden Anwalt Phil Preis (9 Prozent) landeten. Fields’ Kandidatur war innerhalb der Demokratischen Partei umstritten: Andere Kandidaten, vor allem Mary Landrieu, äußerten Bedenken, dass er als Afroamerikaner keine Chance auf den Wahlsieg habe. Diese Kritik wies Fields als „rassistisch“ zurück. Letztlich musste er aber bei der Stichwahl tatsächlich eine deutliche Niederlage hinnehmen. Foster, der das traditionell konservative Establishment Louisianas hinter sich hatte, gewann mit 63,5 Prozent der Stimmen.

## Mississippi
In Mississippi trug ebenfalls der republikanische Kandidat den Sieg davon. Kirk Fordice, vier Jahre zuvor als erstes Mitglied seiner Partei seit 1876 ins Amt gewählt, konnte ein weiteres Mal kandidieren und setzte sich gegen den Demokraten Dick Molpus, den Secretary of State von Mississippi, mit 55,6 Prozent der Stimmen durch.

## Kentucky
An der Vormachtstellung der Demokraten änderte sich in Kentucky erneut nichts. Statt des  verfassungsgemäß nicht erneut kandidierenden Brereton Jones stellte die Demokratische Partei nun den vorherigen Vizegouverneur Paul E. Patton auf; sein republikanischer Gegenkandidat war Larry Forgy. Während Jones allerdings vier Jahre zuvor noch mit 64,7 Prozent deutlich gewonnen hatte, gab es nun ein Kopf-an-Kopf-Rennen. Dieses gewann Patton letztlich knapp mit einem Anteil von 50,9 Prozent. Für Forgy stimmten 48,7 Prozent der Wähler, für den als Unabhängigen antretenden Demokraten Gatewood Galbraith 0,4 Prozent.